# Aegiphila monticola
Aegiphila monticola es una especie de plantas con flores perteneciente a la familia Lamiaceae. Es endémica de Ecuador. 

## Descripción
Es un árbol de mediana altura que se desarrolla en las montaña húmedas tropicales. Se encuentra tratado en peligro de extinción por pérdida de hábitat. 
Se conocen ocho poblaciones en los bosques de altura en los Andes y en el páramo húmedo de Pajonal. Se desarrollan a lo lardo de las carreteras o en zonas vírgenes como la reserva privada de la Guandera en las laderas del Volcán Corazón. Existen expectativas de que también se encuentren en el Refugio de Vida Silvestre Pasochoa y la Reserva Ecológica Cayambe-Coca. 

## Taxonomía
Aegiphila monticola fue descrita por Harold Norman Moldenke y publicado en Repertorium Specierum Novarum Regni Vegetabilis 37: 210. 1934.